# Tomaj
Tomaj je naselje v Občini Sežana. 
Tomaj je naselje v osrednjem delu kraške planote na južnem pobočju griča Tabor ob cesti Sežana - Nova Gorica. V okolici  je več kraških jam (Jama v Logu, Šončeva jama, Temnica, Zagriže). Značilna rdeča zemlja (terra rosa) je posebno primerna za trto refošk, zato tu pridelujejo odličen teran. Kar okoli 80 % vseh obdelovalnih površin je zasejanih z vinogradi. Poljedelstvo in živinoreja sta samooskrbni, število prebivalcev pa v zadnjih desetljetjih narašča.

## Zgodovina
Staro poselitev kraja dokazuje prazgodovinsko gradišče vrh razglednega 387 mnm visokega Tabora; tu je bil kasneje postavljen srednjeveški tabor. V kraju stoji cerkev sv. Petra in Pavla, ki ima vklesano letnico 1637. Po letu 1928 jo je poslikal Tone Kralj. Pri cerkvi je zgradba nekdanjega samostana šolskih sester, ki so pod fašizmom vodile slovensko šolo. V župnišču so hranili dragoceno knjižnico s knjigami, napisanimi v 37 jezikih, od katerih so bile nekatere rokopisne knjige napisane proti koncu 16. stoletja. V družinski hiši Kosovelovih (št. 39) je spominska soba pesnika Srečka Kosovela z njegovimi deli in osebnimi predmeti; tu se konča Kosovelova pohodniška pot.

## Arheologija
V letih 1894−1905 so bili ob rušenju srednjeveškega Tabora in kapele sv. Pavla odkriti staroslovanski grobovi in prazgodovinske, antične ter srednjeveške ostaline. Prazgodovinska naselbina, obdana z okopom, je obsegala celoten vrhnji plato Gradišča. V arheoloških raziskavah, ki so potekale leta 1994, so bile ugotovljene 3 faze graditve obrambnega okopa in tlakovane poti ob njem. Med arheološkimi najdbami je prevladovala prostoročno izdelana železnodobna keramika.

## Galerija
- Kosovelova domačija
- Kosovelova domačija
- Spominska plošča
- Kosovelova pot iz Sežane proti Tomaju